# Hypergolität

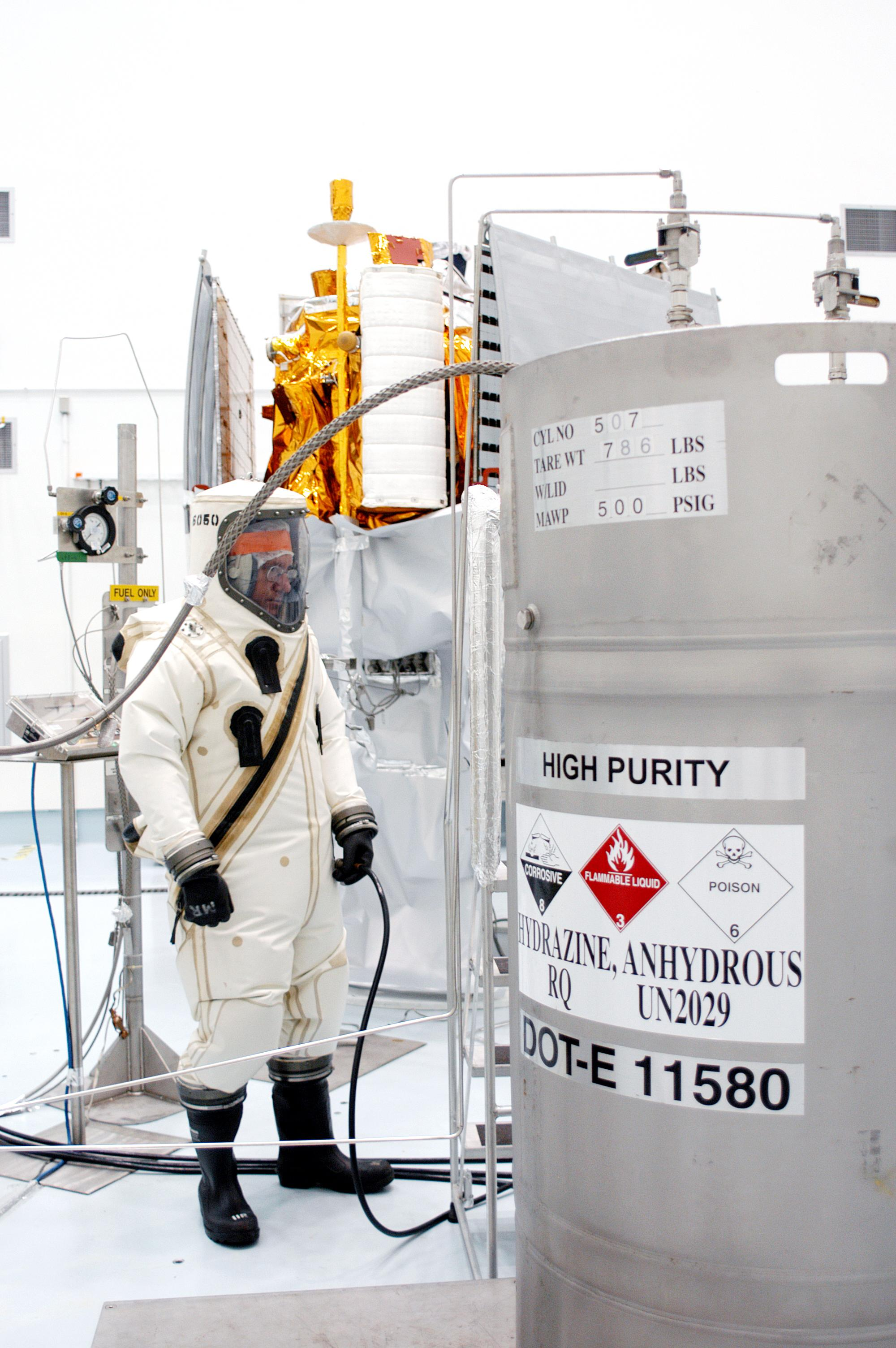
Arbeiten mit dem sehr giftigen Hydrazin, einer Komponente bei Raketentreibstoffen

Hypergolität ist die Eigenschaft mancher Raketentreibstoffe, dass deren Komponenten spontan miteinander reagieren, wenn sie miteinander in Kontakt gebracht oder vermischt werden. Der Begriff Hypergole stammt von dem deutschen Ingenieur Wolfgang Nöggerath (1908–1973), der diese Bezeichnung für selbstzündende Treibstoffmischungen wie z. B. die der Messerschmitt Me 163 zum ersten Mal verwendete. Er ist aus altgriechisch ὑπέρ hypér, deutsch ‚über‘, ἔργον érgon ‚Werk, Arbeit‘ und lateinisch oleum ‚Öl‘ zusammengesetzt.

## Eigenschaften und Nutzung

### Zündung
Die Komponenten hypergoler Treibstoffe sind meist starke Oxidations- und Reduktionsmittel, die sich bei Kontakt sofort, teilweise explosionsartig, entzünden. Da Treibstoff und Oxidator nach dem Einspritzen in die Brennkammer sofort reagieren und brennen, kann sich nie zu viel Treibstoff in der Brennkammer ansammeln, bevor das Triebwerk gezündet wird. Die Zündung erfolgt auf jeden Fall, was für Waffensysteme wie Interkontinentalraketen und Oberstufen von Trägerraketen wesentlich ist.
Hypergole Stoffe werden auch bei einigen Triebwerken zur Zündung der eigentlichen, untereinander nicht-hypergolen Treibstoff-Hauptkomponenten eingesetzt. Bei solchen Triebwerken wird in Kartuschen oder einem kleinen Tank hypergoler Starter in der für die jeweilige Anzahl der Triebwerkstarts notwendige Menge als weiterer Betriebsstoff mitgeführt, welcher während der Triebwerkszündungen zur Erzeugung einer Zündflamme in die Brennkammer eingespritzt wird.
Triebwerke, die hypergole Treibstoffe verbrennen, benötigen keine zusätzlichen Zündvorrichtungen wie elektrische Funkenstrecken oder Pyrotechniksätze und können auch mehrfach zünden. Deshalb werden lagerfähige hypergole Treibstoffe oft bei Steuer- und Manövriertriebwerken von Raumfahrzeugen eingesetzt, da diese wiederholt gezündet werden müssen und die Anzahl der Zündungen vorher nicht immer feststeht. Auch können bei Steuertriebwerken durch die Selbstentzündlichkeit sehr kurze Brennzeiten-Impulse im Millisekundenbereich mit stets gewährleisteter Zündung durchgeführt werden. Durch die Kombination von Druckgasförderung und hypergolen Treibstoffen können unkomplizierte und zuverlässige Antriebe gebaut werden, wie z. B. die Haupt- und Steuertriebwerke des Apollo-Raumschiffs.

### Umweltschädlichkeit und Lagerung
Die Komponenten hypergoler Treibstoffe sind oft hochreaktiv und deshalb meist giftig, einige instabil und schwierig zu lagern. Nachdem in der Anfangszeit der Raketentechnik militärische Raketen mit kryogenen Stoffen entwickelt wurden (Beispiele: Titan I oder die R-7), die vor dem Einsatzbefehl erst zeitaufwendig betankt werden mussten, konnten Raketen mit lagerfähigen hypergolen Stoffen wie die SS-7 oder die Titan II dauerhaft betankt in Silos startbereit gehalten werden (Zweitschlagfähigkeit), bevor sich die unkomplizierteren und noch besser lagerfähigen Feststoffraketentriebwerke für diesen Zweck durchsetzten.
Da hypergole Treibstoffe eine Gefahr für Mensch und Umwelt darstellen, werden sie selten in Erststufen verwendet. Hydrazin-Derivate mit Distickstofftetroxid sind heute die einzigen hypergolen Treibstoffe, die noch eingesetzt werden. Sie sind zwar giftig, aber da sie ohne Kühlung problemlos lange Zeit lagerfähig sind (anders als z. B. kryogener flüssiger Wasserstoff), werden sie von Satelliten und Raumsonden oder in Oberstufen von Raketen verwendet. Bemannte Raumschiffe (z. B. das Space Shuttle) verwenden sie ebenfalls meistens für ihre Korrekturtriebwerke. Zudem können militärische Raketen lange Zeit ohne großen technischen Aufwand startbereit gehalten werden.

### Spezifischer Impuls
Hypergole Treibstoffe haben meistens keinen sehr hohen spezifischen Impuls, weshalb sie selten verwendet werden, wenn Schub effizient bereitgestellt werden soll, beispielsweise in großen Raketenstufen. Da sie aber keine Tankisolierungen, Kühlsysteme oder Zündvorrichtungen benötigen, welche zusätzliches Gewicht bedeuten, lohnt sich der Einsatz zum Beispiel für Korrekturtriebwerke.

## Beispiele
Beispiele für hypergole Treibstoffe sind:
- Dimethylhydrazin und Distickstofftetroxid (das am weitesten verbreitete Hypergol, z. B. in der Proton verwendet)
- Methylhydrazin und Distickstofftetroxid (z. B. in der EPS-Oberstufe der Ariane 5 verwendet)
- Dimethylhydrazin und Salpetersäure
- Triethylboran-Triethylaluminium-Gemisch als Zündflüssigkeit für Kerosin/LOX-Antriebe (z. B. im Rocketdyne F-1 oder – wiederzündbar – in der Falcon 9)
- Anilin und Salpetersäure
- Wasserstoffperoxid und ein Gemisch aus Hydrazinhydrat, Methanol und 13 % Wasser
- Hochkonzentriertes Wasserstoffperoxid und RP-1